# Giōrgos Delīkarīs
Giōrgos Delīkarīs (in greco: Γιώργος Δεληκάρης; 3 luglio 1951) è un ex calciatore greco, di ruolo attaccante.

## Carriera

### Club
Dopo una trafila giovanile nella squadra dell'Argonautis Piraeus (1967-1969), società dilettantistica, Delikaris giocò dal 1969 fino al 1978 nelle file dell'Olympiacos Pireo, sommando 226 gare in campionato con 25 reti all'attivo.
Trascorse l'ultimo periodo della sua carriera al Panathinaikos, dal 1978 al 1982, giocando solo 35 partite con 5 reti. Si ritirò dal calcio il 19 ottobre 1981, a 31 anni.

### Nazionale
Con la nazionale greca conta 32 presenze e 7 reti tra il 1971 e il 1981. Fu protagonista delle qualificazioni agli Europei del 1976, in cui la Grecia lottò contro la Germania Ovest ottenendo due pareggi, entrambi firmati da Delikaris (2-2 in Grecia, con un gol, e 1-1 in Germania). Tuttavia tali risultati non consentirono la qualificazione.

## Palmarès

### Club

#### Competizioni nazionali
- Campionato greco: 3

Olympiakos: 1972-1973, 1973-1974, 1974-1975
- Coppa di Grecia: 4

Olympiakos: 1970-1971, 1972-1973, 1974-1975
Panathinaikos: 1981-1982